# Mogues
Mogues ist eine französische Gemeinde mit 231 Einwohnern (Stand: 1. Januar 2022) im Département Ardennes in der Région Grand Est. Die Gemeinde gehört zum Arrondissement Sedan und zum Kanton Carignan.

## Geografie
Mogues liegt etwa 35 Kilometer ostsüdöstlich vom Stadtzentrum Sedans in den Argonnen an der Grenze zu Belgien. Umgeben wird Mogues von den Nachbargemeinden Florenville im Norden und Osten (Belgien), Williers im Nordosten, Puilly-et-Charbeaux im Süden und Osten, Tremblois-lès-Carignan im Westen sowie Matton-et-Clémency im Westen und Nordwesten.

## Bevölkerungsentwicklung
| 1962                      | 1968 | 1975 | 1982 | 1990 | 1999 | 2006 | 2011 | 2016 |
| ------------------------- | ---- | ---- | ---- | ---- | ---- | ---- | ---- | ---- |
| 185                       | 165  | 168  | 122  | 156  | 137  | 141  | 158  | 199  |
| Quelle: Cassini und INSEE |      |      |      |      |      |      |      |      |

## Sehenswürdigkeiten

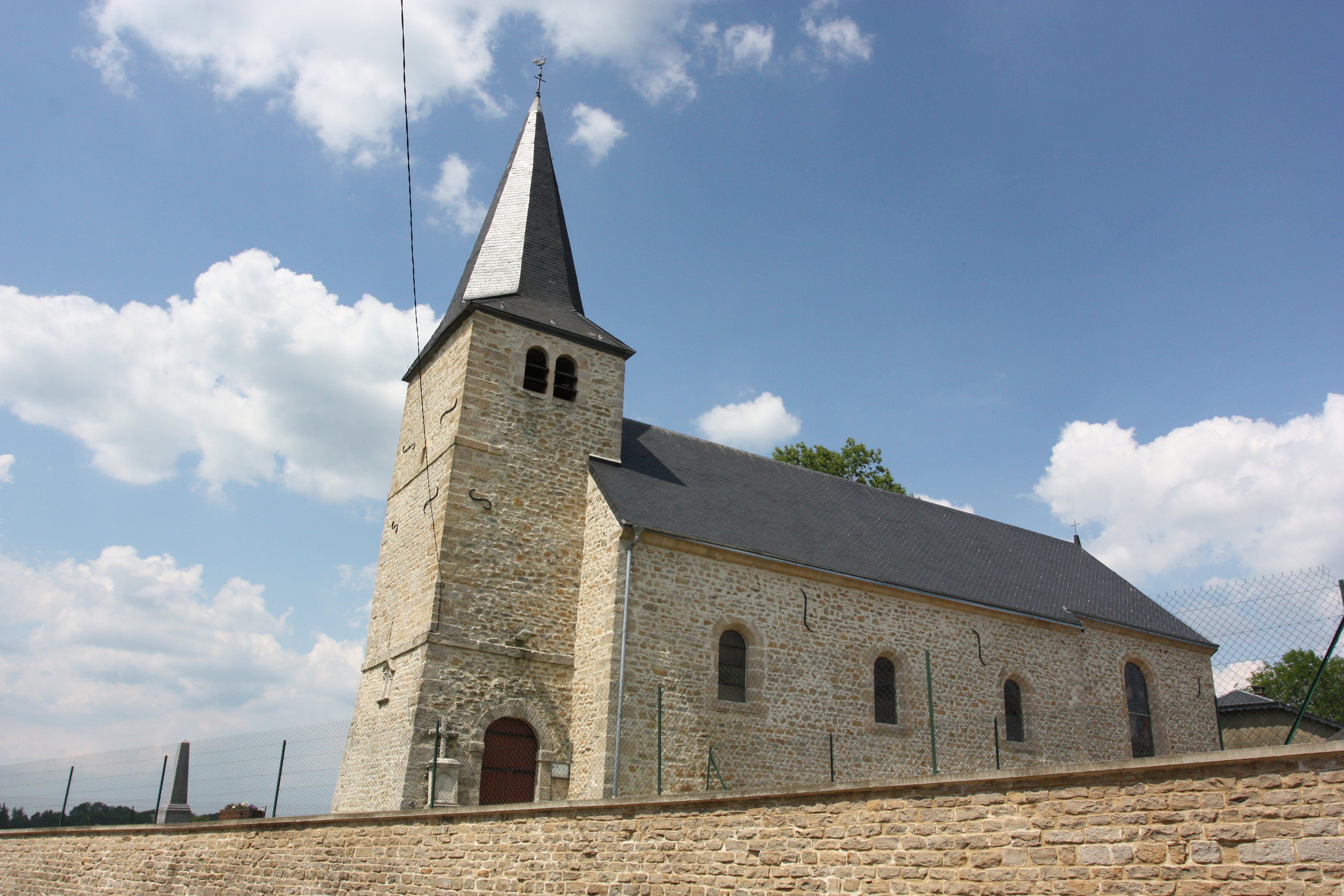
Kirche Saint-Denis

- Kirche Saint-Denis

## Persönlichkeiten
- Lambert Closse (1618–1662), Gouverneur von Montréal
- Bernard Bernard (1821–1895), Missionar in Norwegen